# Едрениково
Едрениково (на македонска литературна норма: Едрениково) е село в община Василево на Северна Македония.

## География
Селото е разположено северозападно от Струмица, в планината Смърдеш.

## История
През XIX век селото е чисто българско в Струмишка каза на Османската империя. В „Етнография на вилаетите Адрианопол, Монастир и Салоника“, издадена в Константинопол в 1878 година и отразяваща статистиката на населението от 1873 година, Едрениково (Edréunikovo) е посочено като село с 30 домакинства, като жителите му са 115 българи. Според статистиката на Васил Кънчов („Македония. Етнография и статистика“) от 1900 г. селото е населявано от 60 жители, всички българи християни.
В началото на XX век цялото село е под върховенството на Българската екзархия. По данни на секретаря на екзархията Димитър Мишев („La Macédoine et sa Population Chrétienne“) през 1905 година в селото има 72 българи екзархисти.
През 1912 година, преди избухването на Балканската война, жетварки от Струмишко и Малешево изгарят кулата на Фадил бег в Едрениково, след като той отвлича една от тях.
Според преброяването от 2002 година селото има 225 жители.
| Националност | Всичко |
| македонци    | 224    |
| албанци      | 0      |
| турци        | 0      |
| роми         | 0      |
| власи        | 0      |
| сърби        | 0      |
| бошняци      | 0      |
| други        | 1      |

## Личности
Родени в Едрениково
- Никола Коцев, деец на ВМРО[6][7]

Починали в Едрениково
- Иван Тодев (? – 1907), български революционер